# 菅澤大一郎
菅澤 大一郎（1972年 - ）はテレビ番組プロデューサー。福島中央テレビコンテンツ制作局制作担当局長。福島県二本松市出身。早稲田大学社会科学部卒。

## 主な担当番組
- ゴジてれ Chu !
- ゴジてれ×Sun!
- 二畳半レコード
- 風とロック芋煮会
- ～絆～スペシャルライブ with 高橋まこと
- キズナワーク
- まかないメシ食べまくり
- NNNドキュメント02「スキーがくれた自由」（ディレクター）
- ふるさとの誇りひとつに～二本松お祭り三昧大集合～」
- FISフリースタイルスキー世界選手権猪苗代大会 （2009年)
- タチアオイの咲く頃に〜会津の結婚〜 日本民間放送連盟賞優秀賞（2017年）
- 浜の朝日の嘘つきどもと（2020年ドラマ放送、2021年映画公開）日本民間放送連盟賞最優秀賞（2021年）